# Chris Cole
Chris Cole (ur. 10 marca 1982 w Statesville) – amerykański skateboarder.
Sponsorowany jest przez DC Shoes, Thunder i wiele innych firm skateboardowych takich jak G-Spot Skateshop. Dawni sponsorzy to Ezekiel Axion Shoes, World Industries Skateboards, Zero Skateboards, Mob Griptape. Chris Cole jeździ stylem zwanym „regular”, który oznacza że lewa stopa jest z przodu deskorolki. Posiada godne uwagi osiągnięcie, a mianowicie 360 flip z czterech schodów w Wallenberdze. Ich wysokość to mniej więcej sześć stóp i osiemnaście stóp długości.
Inne triki wykonane przez Chrisa Cole’a to m.in.: frontside 270 kickflip noseblunt na 9 schodach z rurką w Beverly Hills High School. Wykonał także tuck-knee grab z 16 schodów w Hollywood, Swich frontside flip, 360 flip oraz backside flip na tzw. Love Gap. Zdobył złoty medal na zawodach X-Games Best Trick, wykonując 360 double flip na podwójnych schodach (double set), próbował także nollie frontside 360 kickflip, ale zabrakło mu czasu.
Występował w teledysku do piosenki „Was it worth it” fińskiego zespołu grupy deathmetalowego Children of Bodom

## Filmy z udziałem Chrisa Cole’a
- 2000 – 411VM issue # 40
- 2001 – Transworld’s VideoRadio
- 2001 – Monkey Business’ Project of a Lifetime
- 2002 – Transworld’s In Bloom
- 2002 – Zero’s Dying to Live
- 2004 – Pigwood Slaughterhouse
- 2005 – Zero New Blood
- 2006 – Zero Promo video
- 2008 – Fallen Ride the Sky
- 2009 – Zero Strange World
- 2013 – Zero Cold War